# Txulim
|  | Per a altres significats, vegeu «Txulim (desambiguació)». |

Txulim també conegut com a txulim-turc, küerik, txulim-tàrtar o melets-tàrtar (no s'ha de confondre amb l'idioma tàtar) és l'idioma dels txulims. El nom que la gent utilitza per a referir-se a ells mateixos, i també a llur idioma, és Ös, literalment: propi. També és parlat pels kazik. Aquest nom s'originà d'una tribu ja extinta.

## Família lingüística
El txulim seria membre de la controvertida família de les llengües altaiques. Comprèn diferents dialectes que corresponen a llocs al llarg del riu Txulim: baix txulim (actualment es creu que està extingit), mig txulim i alt txulim. La llengua està estretament relacionada amb el shor i amb els dialectes de khakàs.

## Característiques
El txulim és un idioma en vies d'extinció, i el més probable és que mori en aproximadament vint-i-cinc anys. Figura en el Llibre Vermell de llengües en perill de la UNESCO. Durant la filmació de la pel·lícula-documental americana del 2008 The Linguists (Els lingüistes), Greg Anderson i K. David Harrison entrevistaren i enregistraren vint parlants i estimen que pot haver-hi entre 35-40 persones que parlin amb fluïdesa en una comunitat global de 426 membres. El més jove d'ells tenia cinquanta-quatre anys el 2008.
Els parlants del txulim viuen a Sibèria, al nord de les muntanyes d'Altai, a la conca del riu Txulim, un afluent del riu Obi. Tots són bilingües en rus. Durant l'època soviètica, els parlants de la llengua foren desalentats i es castigà el seu ús en les escoles, en un procés de desvalorització de la llengua.